# Ламберт, Аделаида
Аделаида Т. Ламберт (англ. Adelaide T. Lambert; 27 октября 1907, Анкон, Панама — 17 апреля 1996, Бремертон, Вашингтон) — американская пловчиха, чемпионка летних Олимпийских игр 1928 года в эстафете 4×100 метров вольным стилем в составе сборной США.

## Биография

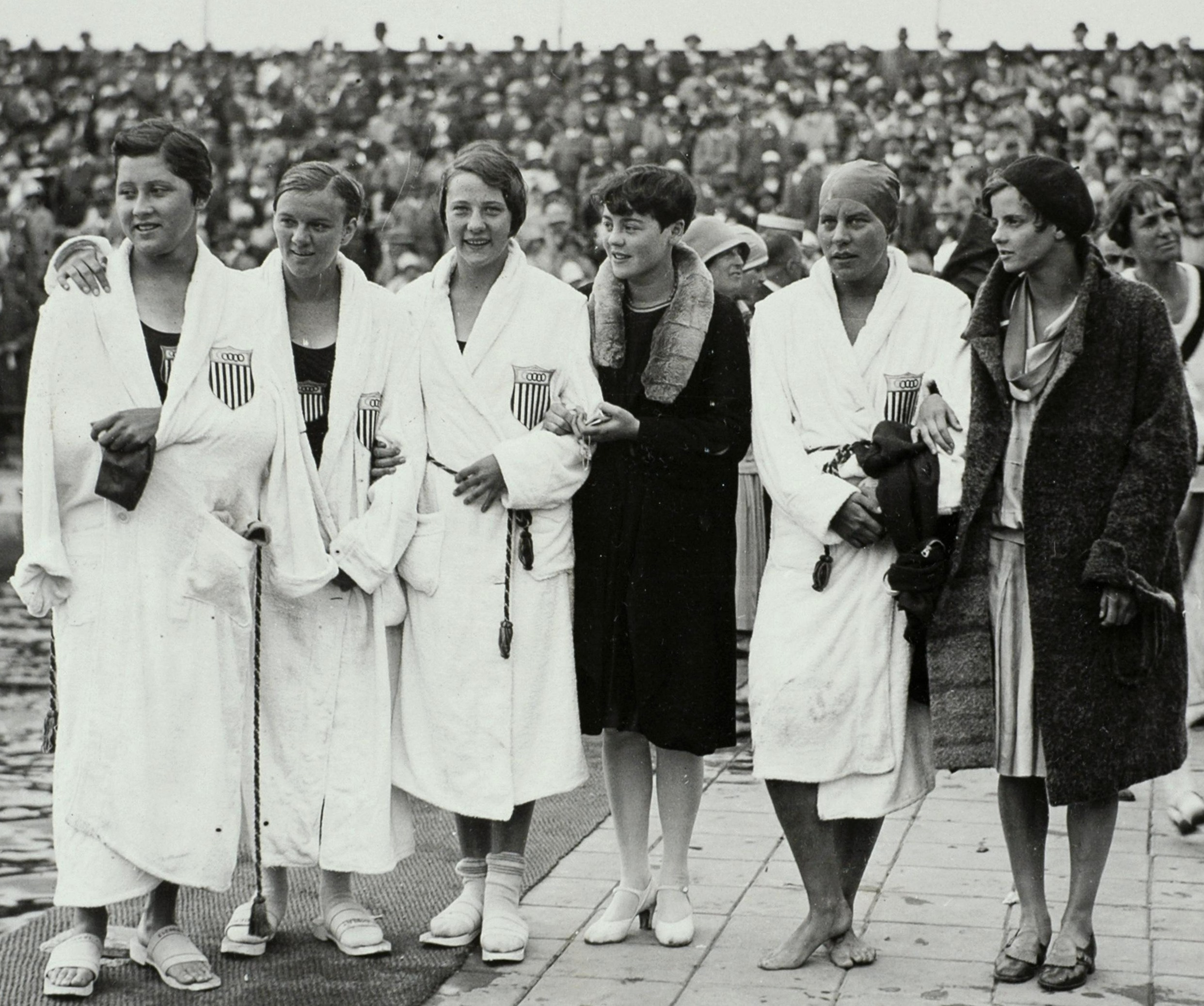
Женская сборная США, 1928 год

Аделаида Т. Ламберт родилась в 1907 году в семье Кларенса Ламберта и Мэри Ховард. Она выросла и начала заниматься плаванием в Панаме, где её отец работал на строительстве Панамского канала. У неё была младшая сестра Кэтрин, которую Аделаида, по словам её племянницы, всегда считала лучшей пловчихой. После успехов в плавании в Панаме Ламберт переехала в Нью-Йорк, где выступала за клуб Women's Swimming Association.
Ламберт смогла квалифицироваться для участия в летних Олимпийских играх 1924 года, но заболела перед отплытием в Париж. На летних Олимпийских играх 1928 года Ламберт принимала участие лишь в эстафете 4×100 метров вольным стилем в составе сборной США вместе с Альбиной Осипович, Элеанор Гаратти и Мартой Норелиус. В итоге американки заняли первое место, установив при этом два новых мировых рекорда.
Ламберт 7 раз побеждала на соревнованиях Любительского спортивного союза в плавании вольным стилем, на спине и комплексном плавании. После 1929 года она завершила спортивную карьеру.
Аделаида Ламберт была дважды замужем. От первого брака у неё в 1937 году родился сын Фредерик Чарльз Шмидт III. Её первый муж умер от рака. В 1945 году Аделаида вышла замуж за Карла Балларда. В 1950-х он скончался от сердечного приступа. В 1986 году Баллард переехала в Бремертон к сыну и невестке. Она ушла из жизни в 1996 году на 89-м году жизни.